# 南通号导弹护卫舰
“南通”号导弹护卫舰，舷號533(原舷號601)简称“南通”舰，是中国人民解放军海军054A型导弹护卫舰29号舰。该舰可单独或者协同海军其他兵力攻击敌水面舰艇及潜艇，具有较强的远程警戒和防空作战能力。南通舰以江苏省南通市命名。

## 歷史
该舰由沪东中华造船厂建造，2017年12月16日下水，其入列命名授旗仪式于2019年1月23日在浙江省舟山市某军港举行，服役于东部战区海军驱逐舰第三支队。
2024年5月23日，南通號在進行聯合利劍演習時與國軍鄭和艦對峙。